# Rezerwat przyrody Meteoryt Morasko

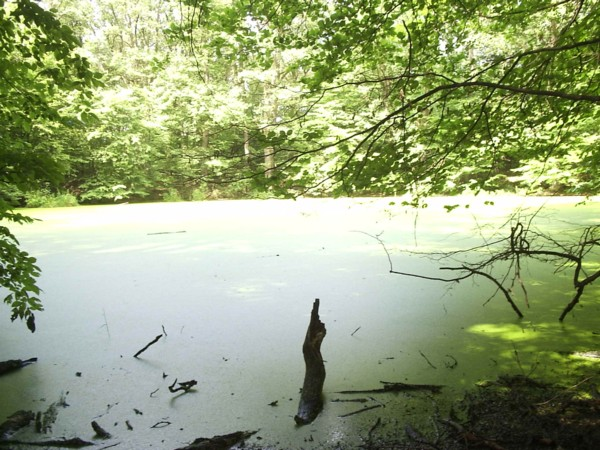
Staw w kraterze

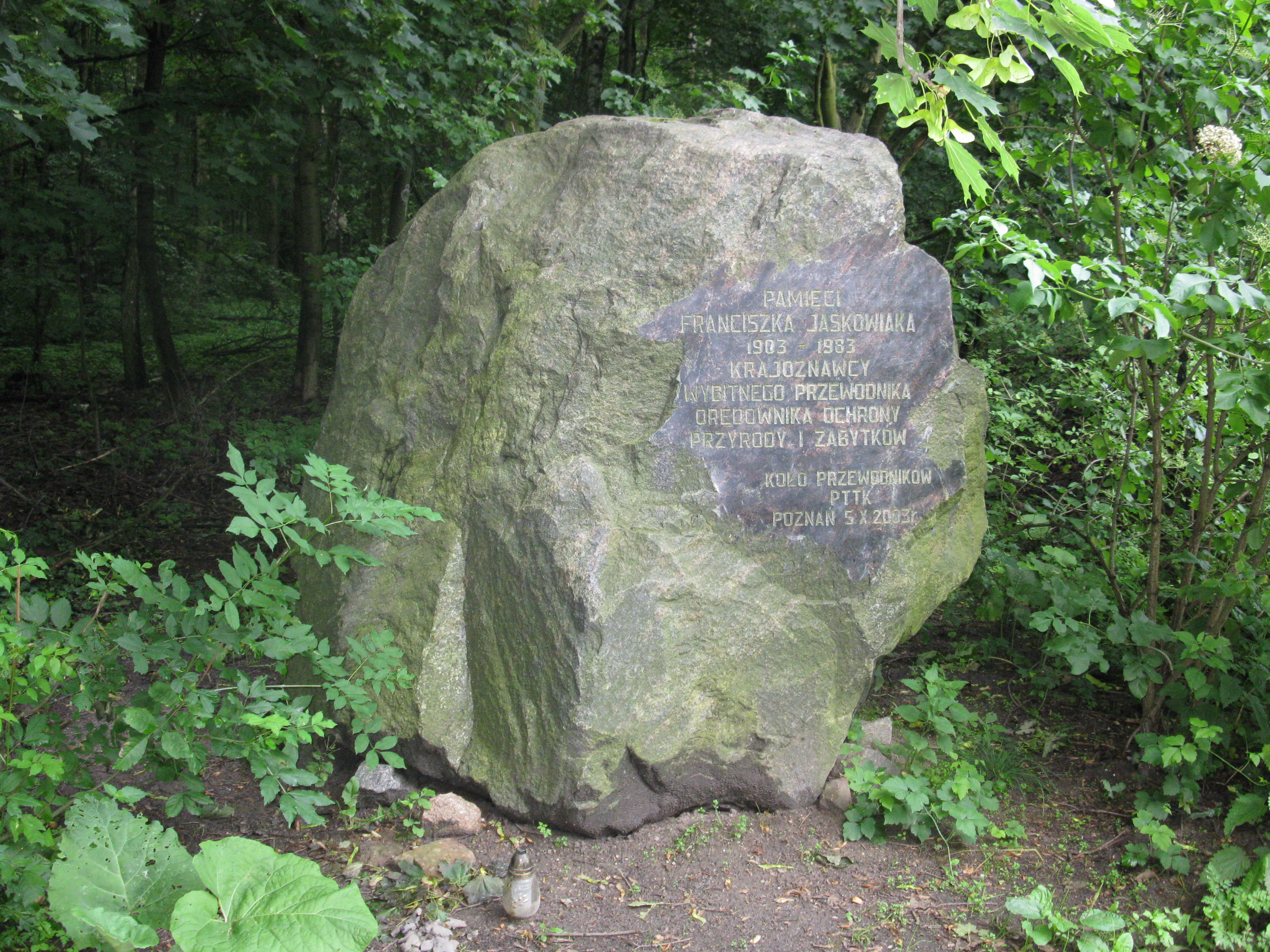
Głaz poświęcony Franciszkowi Jaśkowiakowi

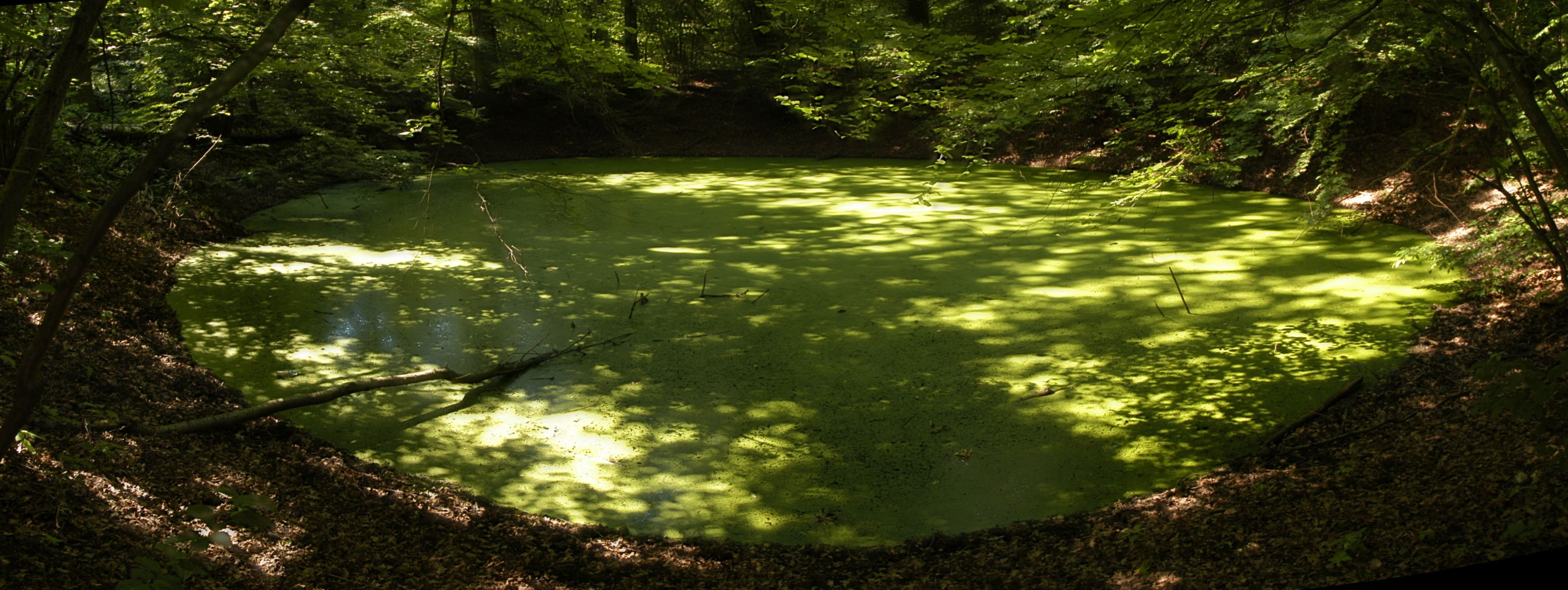
Wypełniony wodą krater „C”

Meteoryt Morasko – krajobrazowo-leśny rezerwat przyrody utworzony 24 maja 1976 roku, położony w północnej części Poznania, na Morasku i graniczący bezpośrednio z Suchym Lasem. Na jego terenie mieszczą się kratery, które zdaniem większości badaczy powstały w wyniku upadku meteorytu Morasko ok. 5 tys. lat temu. Rezerwat podlega Nadleśnictwu Łopuchówko, bezpośrednią opiekę sprawuje leśnictwo Marianowo.
Rezerwat zajmuje powierzchnię 54,28 ha (akt powołujący podawał 53,79 ha). Wokół rezerwatu utworzono otulinę o powierzchni 101,66 ha.
Na terenie rezerwatu znajduje się najwyższe wzniesienie Poznania – Góra Moraska oraz małe jezioro polodowcowe o powierzchni 0,2 km² – Zimna Woda.
Przez rezerwat przebiega  szlak turystyczny do Rezerwatu Meteorytów.

## Przyroda
W dominującym na terenie rezerwatu cennym grądzie (lesie dębowo-grabowym) rośnie wiele rzadkich gatunków roślin:
- lilia złotogłów,
- kopytnik pospolity,
- rogatek krótkoszyjkowy.

Występują tam również rzadko spotykane ptaki:
- lelek kozodój,
- dzięcioł czarny.

Jeziorka zlokalizowane w kraterach poprzerastane są kłębami pędów rogatka krótkoszyjkowego. Przy ich brzegach występuje pałka i turzyca prosowa. Latem akweny pokrywa zwarty kożuch rzęsy wodnej, co uniemożliwia życie w nich ryb (brak tlenu). W kraterach i ich okolicy występują ponadto: kumak nizinny, grzebiuszka ziemna, żaba jeziorkowa, żaba wodna i żaba moczarowa. 
Na terenie łęgu wiązowo-jesionowego (las wilgotny, o żyznej glebie) występuje wilga i dzięcioł duży. W podszycie rośnie czeremcha zwyczajna i leszczyna, a w runie m.in. łuskiewnik różowy, zawilec żółty i ziarnopłon wiosenny.
W rezerwacie wytyczono ścieżkę dydaktyczną. Przez cały rezerwat prowadzi szlak turystyczny, a ciekawe miejsca są opisane za pomocą tablic informacyjnych. Do rozwoju edukacyjnego tego miejsca przyczynia się od 1994 roku Polskie Towarzystwo Ochrony Przyrody „Salamandra” z Poznania.

## Kratery i meteoryty
Na terenie rezerwatu znajduje się sześć kraterów, z czego największy ma ok. 90 metrów średnicy i 11,5 m głębokości. Powszechnie uważa się, że jest to pozostałość po upadku meteorytu ok. 5 tysięcy lat temu.
Pierwszy meteoryt na Morasku odnalazł w 1914 roku niemiecki żołnierz podczas budowy umocnień wojskowych. Od tego czasu znaleziono wiele fragmentów (w 1956 odnaleziono meteoryt o masie 78 kg). 
We wrześniu 2006 roku, w wyniku poszukiwań za pomocą wykrywacza metalu, prowadzonych na zlecenie naukowców z Instytutu Geologii Uniwersytetu im. Adama Mickiewicza przez Krzysztofa Sochę, poszukiwacza meteorytów z Kielc, został odnaleziony meteoryt, który po usunięciu zanieczyszczeń waży 164 kg. W owym czasie był to największy meteoryt znaleziony w Polsce. Po dokonaniu badań odkryto, że meteoryt oprócz stopu żelazo-niklu zawiera niewielką ilość krzemianów (pirokseny) niewystępujących na Ziemi.
W październiku 2012 roku, na głębokości 2,1 m, dwoje poszukiwaczy z Opola znalazło meteoryt, który po oczyszczeniu z pyłu i warstwy wierzchniej ma wagę 261 kg; trafił do Instytutu Geologii UAM. Jest to największy meteoryt znaleziony w Polsce.
Od roku 2006 władze UAM rozważały powstanie centrum edukacyjnego mającego na celu zgromadzenia większej uwagi wokół rezerwatu oraz odnalezionych tam meteorytów.
Na terenie rezerwatu znajduje się głaz narzutowy znaleziony przez rolnika o nazwisku Szeszuła. W czasie orki, zahaczył pługiem o jakiś obiekt i zaczął go wykopywać. Głaz waży ok. 70 ton. Został znaleziony w miejscowości Łęki Wielkie w powiecie grodziskim w gminie Kamieniec.

### Wymiary kraterów
Sześć kraterów oznaczono literami A–F.
- A. średnica – 90 m, powierzchnia – 4657 m², głębokość – 11,5 m, osady organiczne do 4 m, w podłożu iły neogeniczne, woda do 2,5 m,
- B. średnica – 50 m, powierzchnia – 1195 m², głębokość – 9 m, osady organiczne do 3,5 m, w podłożu piaski na glinie, woda do 1,5 m,
- C. średnica – 30 m, powierzchnia – 661 m², głębokość – 4,3 m, osady organiczne do 2 m, w podłożu glina na iłach, woda do 0,9 m, okresowo pozbawiony wody,
- D. średnica – 20–35 m, powierzchnia – 616 m², głębokość – 2,1 m, osady organiczne do 0,3 m, w podłożu glina morenowa, brak wody, sezonowo do 0,3 m wody,
- E. średnica – 25 m, powierzchnia – 415 m², głębokość – 2,2 m, osady organiczne do 0,2 m, w podłożu glina morenowa, brak wody, sezonowo do 0,3 m wody,
- F. średnica – 20 m, powierzchnia – 284 m², głębokość – 3 m, w podłożu piaski i gliny piaszczyste, suchy[11].

### Teorie pochodzenia kraterów
Większość uczonych skłania się obecnie ku teorii o meteorytowym pochodzeniu kraterów. Przemawia za nią fakt znalezienia w ich okolicy fragmentów materii meteorytowej oraz występowanie w ich pobliżu pyłu prawdopodobnie kosmicznego pochodzenia. Po odkryciu kraterów, obok teorii o kosmicznym pochodzeniu, pojawiła się teoria pochodzenia lodowcowego. Uzasadniano ją niezgodnością lokalizacji znajdowanych meteorytów z przewidywanymi lokalizacjami okazów, których spadek miałby spowodować powstanie kraterów oraz nietypowymi kształtami i położeniem kraterów względem siebie. Różne warianty tej teorii biorą pod uwagę m.in. spadek meteorytu na lodowiec z dala od Moraska i ich transport na miejsce obecnego występowania a następnie wyżłobienie zagłębień przez lodowiec (zjawiska transportu meteorytów przez lodowiec występują obecnie na Antarktydzie). Obecnie teoria lodowcowa stanowi pogląd mniejszościowy, ale kwestia pochodzenia kraterów w Morasku nadal nie została ostatecznie rozstrzygnięta. Wciąż prowadzone są także badania mineralogiczne samych meteorytów.

## Dojazd
Do rezerwatu można dojechać autobusem linii 902 z dworca Jana III Sobieskiego lub dostać się korzystając z żółtego szlaku nr 3585.